# 通向慈爱的旅程
《通向慈爱的旅程》是日本二人组合柚子（ゆず）的第31张单曲。2010年8月25日由其所属公司Senha&Company发售。